# Medebach
Medebach település Németországban, azon belül Észak-Rajna-Vesztfália tartományban. Lakosainak száma 8108 fő (2023. december 31.). Medebach Winterberg és Hallenberg községekkel határos.

## Népesség
A település népességének változása:
| Lakosok száma | 7354 | 7938 | 7976 | 8055 | 7974 | 8101 | 8108 |
|               | 1975 | 2015 | 2017 | 2019 | 2021 | 2022 | 2023 |